# Inferi
Inferi ist eine im Jahr 2006 gegründete Melodic-Death-Metal-/Technical-Death-Metal-Band aus Nashville, Tennessee.

## Geschichte
Inferi wurde im Jahr 2006 in Nashville im US-Bundesstaat Tennessee gegründet. Nachdem die Band im Jahr 2007 ihr Erstlingswerk Divinity in War veröffentlichte, unterschrieb die Gruppe einen Plattenvertrag mit der Plattenfirma Tribunal Records und veröffentlichte im Juni 2009 ihr zweites Album, das den Namen The End of an Era trägt.
Nach der Veröffentlichung des zweiten Albums blieb es knapp zwei Jahre ruhig um die Gruppe, ehe diese im Jahr 2012 mit einer neuen Besetzung aus ihrer Pause zurückkehrte. Neben Sänger Sam Schneider und Bassist Joel Schwallier stießen mit den beiden Gitarristen Malcom Pugh und Mike Low, sowie Schlagzeuger Jack Blackburn drei ehemalige Musiker von Enfold Darkness zur Gruppe. Blackburn spielte in der Vergangenheit zudem in der Band Vital Remains.
Am 28. Januar 2014 erschien das Comeback-Album The Path of Apotheosis über The Artisan Era, welches von Malcom Pugh im Jahr 2010 gegründet wurde. Die Arbeiten am Album, die von Logan Bennett, der in der Vergangenheit mit Fallujah zusammenarbeitete, geleitet wurden, waren bereits im November 2013 abgeschlossen. Mitte Februar des Jahres 2018 veröffentlichte die Band mit Behold the Bearer of Light ihre erste Single aus dem inzwischen vierten Studioalbum, dass Revenant heißt und am 21. April 2018 veröffentlicht wird. Als Gastsänger konnte Trevor Strnad von The Black Dahlia Murder gewonnen werden.
Zwischen dem 22. Februar und dem 16. März 2018 tourte die Gruppe als Vorband für Alterbeast durch mehrere Bundesstaaten der Vereinigten Staaten. Im November und Dezember 2019 bereiste die Gruppe erstmals mehrere europäische Staaten als Vorgruppe für Beneath the Massacre, Vulvodynia und Archspire auf deren Europatournee. Aufgrund des weltweiten Ausbruchs das neuartigen Coronavirus SARS-CoV-2 und der damit einhergehenden COVID-19-Pandemie wurden im Jahr 2020 keine Konzertveranstaltungen abgehalten, sodass sich die Gruppe ins Studio zurückzog und an neuem Liedmaterial arbeitete. Die Gruppe gab einige Zeit lang Hinweise auf die bevorstehende Produktion eines Albums und kündigte im August die Herausgabe eine Überraschungs-EP für den 9. Oktober 2020 an. Diese trägt den Titel Of Sunless Realms und enthält fünf Titel.
Am 21. Juli 2021 kündigte die Gruppe auf Facebook die Herausgabe des fünften Studioalbums Vile Genesis für den 10. September gleichen Jahres über The Artisan Era an.

## Musik
Auf The End of an Era wurde das Gitarrenspiel als inspiriert von The Black Dahlia Murder beschrieben. Auf dem Nachfolger kamen, nicht zuletzt durch die komplette Umstrukturierung der Band, Einflüsse von Cradle of Filth hinzu. Auch wurde der Einsatz von orchestraler Elemente in der Musik weiter intensiviert. Durch den vermehrten Einsatz symphonischer Einschübe nimmt die Musik auch Formen von Fleshgod Apocalypse an.
Keith Bergman beschreibt die Musik als eine Mischung aus Black Metal norwegischer Schule, mit Thrash- bzw. Death Metal der Göteborger Schule und Einflüssen des amerikanischen Metal, wie ihn The Black Dahlia Murder fabrizieren.

## Diskografie
- 2007: Divinity in War (Album, Eigenproduktion)
- 2009: The End of an Era (Album, Tribunal Records)
- 2014: The Path of Apotheosis (Album, The Artisan Era)
- 2018: Revenant (Album, The Artisan Era)
- 2019: The End of an Era/Rebirth (Album, The Artisan Era)
- 2020: Of Sunless Realms (EP, The Artisan Era)
- 2021: Vile Genesis (Album, The Artisan Era)